# کونو ۴۱۸۳
سیارک ۴۱۸۳ (به انگلیسی: 4183 Cuno، نامگذاری:1959LM) چهار هزار و صد و هشتاد و سومین سیارک کشف شده‌است که در ۵ ژوئن ۱۹۵۹ کشف شد.
قدر مطلق سیارک برابر ۱۴٫۴۰ است.